# Deadfall (film, 1993)
Pour les articles homonymes, voir Deadfall.
Cet article concerne le film de Christopher Coppola. Pour le film de Bryan Forbes, voir Le chat croque les diamants.
Pour plus de détails, voir Fiche technique et Distribution.
Deadfall est un drame américain réalisé par Christopher Coppola, sorti en 1993.

## Synopsis
Après l'accident de son père, Joe va essayer de réaliser son dernier souhait en récupérant des biens que le frère jumeau de son père lui a volé il y a plusieurs années...

## Fiche technique
- Titre français et original : Deadfall
- Réalisateur : Christopher Coppola
- Scénaristes : Christopher Coppola et Nick Vallelonga
- Producteur : Ted Fox
- Producteurs exécutifs : Gertrude Fox, Gerson Fox et Mark Amin
- Musique : Jim Fox
- Montage : Phillip Linson
- Format : Couleur - Son : Dolby SR
- Pays :  États-Unis
- Durée : 98 minutes
- Box-office  États-Unis : 18.369 $

## Distribution
- Michael Biehn : Joe Dolan
- Sarah Trigger : Diane
- Nicolas Cage : Eddie
- James Coburn : Mike/Lou
- Peter Fonda : Pete
- Charlie Sheen : Morgan "Fats" Gripp
- Talia Shire : Sam
- J. Kenneth Campbell : Huey
- Michael Constantine : Frank
- Marc Coppola : Bob
- Micky Dolenz : Bart
- Brian Donovan : Mitch
- Ted Fox : Zane
- Clarence M. Landry : Larry
- Gigi Rice : Blanche

## Commentaire
Ce film n'est jamais sorti dans les salles de cinéma françaises.